# Ronny Zakehi
Ronny Zakehi, né le 8 avril 1989 à Gonesse, est un joueur international français de futsal.

## Biographie

### En club
Fin février 2020, Zakehi inscrit un doublé chez le Sporting Paris en D1, mais ne peut empêcher la défaite 6-5 de Garges Djibson. Deux semaines plus tard, il égalise chez le Toulouse MFC et Garges s'impose 2-6. La saison est ensuite tronquée par la pandémie de Covid-19.
Pour l'exercice 2020-2021, Ronny Zakehi se hisse rapidement en tête du classement des buteurs de Division 1. Lors de la cinquième journée, il permet à Garges de faire match nul à Toulon en inscrivant un triplé (3-3). Il totalise alors neuf buts,, moment où il est appelé pour la première fois en équipe de France, puis quatorze unités fin novembre,.

### En équipe nationale
Alors qu'il est en tête du classement des buteurs de D1, Ronny Zakehi est sélectionné une première fois en équipe de France fin octobre 2020 pour deux matches amicaux en Roumanie. Mais les rencontres sont annulées à cause de la pandémie de Covid-19.
Il est toujours dans la liste de Pierre Jacky un mois plus tard pour le début des éliminatoires de l'Euro 2022 contre la Géorgie. Auparavant, le 4 décembre 2020, Zakehi inscrit un doublé pour sa première cape contre la Slovaquie en match de préparation (5-0) à Clairefontaine.
Au début de la saison 2021-2022, Ronny marque un nouveau doublé face à la Norvège, pour le second match du nouveau sélectionneur Raphaël Reynaud.